# Salernitana Sport 2001-2002
Questa voce raccoglie le informazioni riguardanti la Salernitana Sport nelle competizioni ufficiali della stagione 2001-2002.

## Stagione

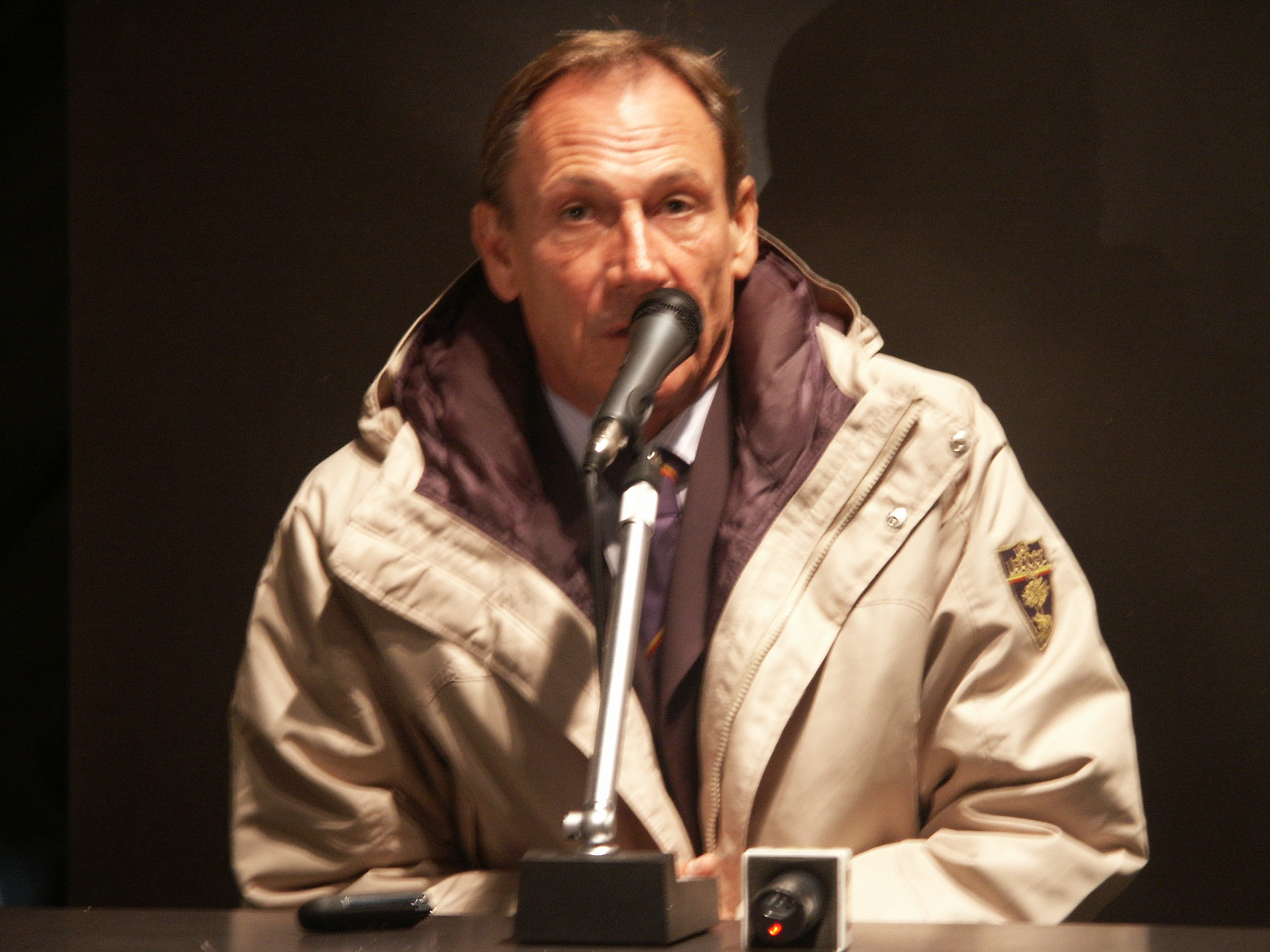
Zeman, allenatore della Salernitana nel 2001-2002.

Salerno ha bisogno di ritrovare entusiasmo dopo il brutto campionato della precedente stagione, così per la Serie B 2001-2002 il presidente Aniello Aliberti trova l'accordo con il celebre tecnico boemo Zdeněk Zeman, che nella nuova stagione da disputare diviene il nuovo allenatore granata. Proprio su Zeman ha puntato la campagna abbonamenti, attraverso lo slogan "dalla Zeta alla A".
Alcune soddisfazioni stagionali arrivano grazie al pareggio (1-1) al San Paolo con gol di Leandro Lazzaro al 94º e la vittoria in casa contro lo stesso Napoli per (3-1) in un incontro degno di nota anche per una elaborata coreografia della Curva Sud della Salernitana. 
I granata disputano una stagione di vertice, lottando per la promozione per gran parte del campionato e mettendo in mostra una grande prolificità offensiva (prerogativa tipica, del resto,  delle squadre di Zeman) grazie anche alla buona vena realizzativa del sorprendente Vignaroli, che va a segno 20 volte. Ma una scarsa tenuta difensiva (altra caratteristica delle squadre di Zeman) unita ad una eccessiva incostanza di rendimento, non spingono la squadra più in alto del sesto posto finale a pari punti col Bari, complice anche un vistoso calo nelle ultime giornate di campionato, che culmina con la clamorosa disfatta di Treviso (7-1).
In Coppa Italia i granata disputano in agosto l'ottavo girone di qualificazione, che ha promosso l'Empoli.

## Divise e sponsor
La divisa 2001-2002 lo sponsor tecnico è autoprodotto, mentre gli sponsor ufficiali sono ICS e TELE+ Digitale.
| Casa | Trasferta | Terza divisa |

## Organigramma societario
Fonte
Area direttiva
- Presidente: Aniello Aliberti
- Amministratore Delegato: Nanni Condò
- Direttore Generale: Franco Del Mese
- Segretario: Diodato Abagnara

Area comunicazione
- Addetto Stampa: Massimo Iorio

Area tecnica
- Direttore Sportivo: Giuseppe Cannella
- Allenatore: Zdeněk Zeman
- Allenatore in seconda: Giacomo Modica
- Preparatore Portieri: Vincenzo Cangerosi
- Preparatore Atletico: Roberto Ferola

Area sanitaria
- Medico Sociale: Renato Acanfora
- Massaggiatore: Donato Venutolo
- Magazziniere: Alfonso De Santo

## Rosa
| N. |                           | Ruolo | Calciatore            |
| -- | ------------------------- | ----- | --------------------- |
| 1  | Italia (bandiera)         | P     | Salvatore Soviero     |
| 22 | Italia (bandiera)         | P     | Domenico Botticella   |
| 17 | Italia (bandiera)         | P     | Matteo De Rosa        |
| 12 | Italia (bandiera)         | P     | Raffaele Coscia       |
| 2  | Italia (bandiera)         | D     | Alessandro Del Grosso |
| 3  | Italia (bandiera)         | D     | Giuseppe Pisani       |
| 3  | Italia (bandiera)         | D     | Carlo Cherubini       |
| 5  | Italia (bandiera)         | D     | Samuele Olivi         |
| 6  | Italia (bandiera)         | D     | Luca Fusco (capitano) |
| 11 | Italia (bandiera)         | D     | Juri Tamburini        |
| 15 | Italia (bandiera)         | D     | Cristian Molinaro     |
| 17 | Costa d'Avorio (bandiera) | D     | Marco André Zoro      |
| 16 | Italia (bandiera)         | D     | Luigi Cuomo           |
| 14 | Italia (bandiera)         | D     | Roberto Cardinale     |
| 23 | Italia (bandiera)         | D     | Luca Pierotti         |
| 28 | Italia (bandiera)         | D     | Marco Capezzuto       |

| N. |                      | Ruolo | Calciatore              |
| -- | -------------------- | ----- | ----------------------- |
| 8  | Italia (bandiera)    | C     | Andrea Luciani          |
| 4  | Italia (bandiera)    | C     | David D'Antoni          |
| 18 | Italia (bandiera)    | C     | Guido Di Deo            |
| 19 | Italia (bandiera)    | C     | Giacomo Tedesco         |
| 24 | Italia (bandiera)    | C     | Nicola Campedelli       |
| 26 | Italia (bandiera)    | C     | Adolfo Daniele Speranza |
| 27 | Italia (bandiera)    | C     | Alfonso Camorani        |
| 30 | Italia (bandiera)    | C     | Andrea Cammarota        |
| 25 | Italia (bandiera)    | A     | Giorgio Di Vicino       |
| 29 | Italia (bandiera)    | A     | Antonio Arcadio         |
| 21 | Italia (bandiera)    | A     | Daniele Bellotto        |
| 9  | Italia (bandiera)    | A     | Giuseppe Mascara        |
| 9  | Argentina (bandiera) | A     | Leandro Lázzaro         |
| 10 | Italia (bandiera)    | A     | Fabio Vignaroli         |
| 13 | Brasile (bandiera)   | A     | Babú                    |
| 7  | Italia (bandiera)    | A     | Stefano Gioacchini      |

## Risultati

### Serie B

#### Girone di andata
| Arbitro: | Racalbuto (Gallarate) |

|                                 |           |  |
| Lombardo 69’ (aut.) Mascara 81’ | Marcatori |  |

| Arbitro: | Dattilo (Locri) |

|                                                      |           |                                                        |
| Ferrarese 15’ Ghirardello 25’ (rig.), 29’ Sturba 74’ | Marcatori | 18’, 54’ (rig.) Arcadio 20’ Vignaroli 72’ Gia. Tedesco |

| Salerno 9 settembre 2001, ore ? CEST 3ª giornata | Salernitana    | 0 – 0 referto | Crotone | Stadio Arechi (11.648 spett.)\| Arbitro: \| Palanca (Roma) \| |
| Arbitro:                                         | Palanca (Roma) |               |         |                                                               |

| Arbitro: | Rizzoli (Bologna) |

|              |           |  |
| Oliveira 31’ | Marcatori |  |

| Arbitro: | Palmieri (Cosenza) |

|                            |           |                |
| Camorani 38’ Vignaroli 69’ | Marcatori | 88’ Lambertini |

| Arbitro: | Dattilo (Lodi) |

|                           |           |                      |
| Mandelli 63’ Zampagna 73’ | Marcatori | 10’ (rig.) Vignaroli |

| Arbitro: | Rossi (Ciampino) |

|                  |           |                 |
| Gia. Tedesco 32’ | Marcatori | 57’, 79’ Godeas |

| Arbitro: | Rosetti (Torino) |

|           |           |               |
| Villa 63’ | Marcatori | 90+4’ Lázzaro |

| Arbitro: | Cassarà (Palermo) |

|                                       |           |           |
| Gia. Tedesco 40’ (rig.) Vignaroli 60’ | Marcatori | 38’ Tatti |

| Arbitro: | Treossi (Forlì) |

|                                              |           |  |
| Carparelli 35’ Francioso 61’, 66’ Nicola 88’ | Marcatori |  |

| Arbitro: | Nucini (Ravenna) |

|                                   |           |  |
| Bellotto 62’ (rig.) Vignaroli 72’ | Marcatori |  |

| Arbitro: | Saccani (Mantova) |

|                                      |           |                |
| Di Natale 32’ Belleri 62’ Atzori 81’ | Marcatori | 71’ Gioacchini |

| Arbitro: | Pieri (Lucca) |

|           |           |  |
| Olivi 75’ | Marcatori |  |

| Salerno 25 novembre 2001, ore ? CET 14ª giornata | Salernitana     | 0 – 0 referto | Vicenza | Stadio Arechi (10.524 spett.)\| Arbitro: \| Cesari (Genova) \| |
| Arbitro:                                         | Cesari (Genova) |               |         |                                                                |

| Arbitro: | Bertini (Arezzo) |

|  |           |                                    |
|  | Marcatori | 27’ Di Vicino 34’ (rig.) Vignaroli |

| Arbitro: | Nucini (Ravenna) |

|                                     |           |                              |
| Julio César de León 51’ Savoldi 79’ | Marcatori | 38’ Di Vicino 66’ Gioacchini |

| Arbitro: | Rossi (Ciampino) |

|                           |           |                |
| Lázzaro 70’ Vignaroli 80’ | Marcatori | 38’ Bombardini |

| Arbitro: | Rosetti (Torino) |

|                          |           |                          |
| Spinesi 12’ Pizzinat 19’ | Marcatori | 2’ Vignaroli 42’ Lázzaro |

| Arbitro: | Treossi (Forlì) |

|                  |           |              |
| Gia. Tedesco 29’ | Marcatori | 81’ Veronese |

#### Girone di ritorno
| Arbitro: | Racalbuto (Gallarate) |

|                        |           |              |
| Bernini 44’ Flachi 68’ | Marcatori | 6’ Vignaroli |

| Arbitro: | Cruciani (Pesaro) |

|                                               |           |                     |
| Vignaroli 10’ Campedelli 32’ Gia. Tedesco 50’ | Marcatori | 88’ Amore 90’ Baicu |

| Arbitro: | Morganti (Ascoli Piceno) |

|                         |           |                                   |
| Sculli 4’, 17’ Leone 9’ | Marcatori | 81’, 90+2’ Bellotto 86’ Vignaroli |

| Arbitro: | Pellegrino (Barcellona Pozzo di Gotto) |

|               |           |                       |
| Vignaroli 34’ | Marcatori | 51’ Pedone 63’ Zanini |

| Arbitro: | Nucini (Ravenna) |

|            |           |                        |
| Baiano 42’ | Marcatori | 18’ Babú 27’ Vignaroli |

| Arbitro: | Dattilo (Lodi) |

|               |           |  |
| Vignaroli 76’ | Marcatori |  |

| Arbitro: | Saccani (Mantova) |

|              |           |                                             |
| Grabbi 45+2’ | Marcatori | 72’ Bellotto 82’ Gia. Tedesco 86’ Vignaroli |

| Arbitro: | Rodomonti (Teramo) |

|                                            |           |              |
| Vignaroli 4’ Gia. Tedesco 39’ Bellotto 74’ | Marcatori | 63’ Stellone |

| Arbitro: | Nucini (Ravenna) |

|                         |           |                                                     |
| Diawara 36’ Zaniolo 80’ | Marcatori | 64’ (rig.) Gia. Tedesco 77’ Arcadio 90+4’ Vignaroli |

| Arbitro: | Trefoloni (Siena) |

|  |           |                |
|  | Marcatori | 11’ Carparelli |

| Arbitro: | Cesari (Genova) |

|                                    |           |             |
| Tiribocchi 16’ M. Vieri 29’, 90+4’ | Marcatori | 1’ Bellotto |

| Arbitro: | Saccani (Mantova) |

|             |           |  |
| Arcadio 90’ | Marcatori |  |

| Arbitro: | Dondarini (Finale Emilia) |

|                             |           |                            |
| M. Esposito 45+1’ Suazo 66’ | Marcatori | 27’ Bellotto 87’ Di Vicino |

| Arbitro: | Castellani (Verona) |

|                                         |           |                    |
| Cristallini 11’ Sgrigna 43’ Schwoch 74’ | Marcatori | 90’ (rig.) Arcadio |

| Salerno 5 maggio 2002, ore ? CEST 34ª giornata | Salernitana               | 0 – 0 referto | Ternana | Stadio Arechi (8.773 spett.)\| Arbitro: \| Dondarini (Finale Emilia) \| |
| Arbitro:                                       | Dondarini (Finale Emilia) |               |         |                                                                         |

| Arbitro: | Rodomonti (Teramo) |

|                |           |                 |
| Campedelli 17’ | Marcatori | 9’, 32’ Dionigi |

| Arbitro: | Cruciani (Pesaro) |

|                    |           |                |
| Guidoni 16’ (rig.) | Marcatori | 50’ Del Grosso |

| Arbitro: | Cruciani (Pesaro) |

|                                     |           |                                        |
| Vignaroli 18’ Mazzarelli 49’ (aut.) | Marcatori | 44’, 51’ (rig.) Spinesi 61’ Bellavista |

| Arbitro: | Trefoloni (Siena) |

|                                                       |           |                                  |
| Domizzi 29’ Rabito 46’, 56’ Kamara 66’ G. Ferrari 76’ | Marcatori | 52’ (rig.), 62’ (rig.) Vignaroli |

### Coppa Italia

#### Fase a gironi
| Arbitro: | Dattilo (Locri) |

|                                                |           |  |
| Vignaroli 14’ (rig.) Capedelli 36’ Mascara 51’ | Marcatori |  |

| Arbitro: | Palmieri (Cosenza) |

|                               |           |           |
| Parente 28’, 37’ M. Vieri 52’ | Marcatori | 45’ Olivi |

| Arbitro: | Bertini (Arezzo) |

|                                                       |           |  |
| Cappellini 34’ (rig.) Di Natale 46’ Rocchi 82’ (rig.) | Marcatori |  |

## Statistiche

### Statistiche di squadra
| Competizione | Punti | In casa | In casa | In casa | In casa | In casa | In casa | In trasferta | In trasferta | In trasferta | In trasferta | In trasferta | In trasferta | Totale | Totale | Totale | Totale | Totale | Totale | DR |
| Competizione | Punti | G       | V       | N       | P       | Gf      | Gs      | G            | V            | N            | P            | Gf           | Gs           | G      | V      | N      | P      | Gf     | Gs     | DR |
| ------------ | ----- | ------- | ------- | ------- | ------- | ------- | ------- | ------------ | ------------ | ------------ | ------------ | ------------ | ------------ | ------ | ------ | ------ | ------ | ------ | ------ | -- |
| Serie B      | 53    | 19      | 10      | 4       | 5       | 25      | 17      | 19           | 4            | 7            | 8            | 32           | 42           | 38     | 14     | 11     | 13     | 57     | 59     | -2 |
| Coppa Italia | 3     | 1       | 1       | 0       | 0       | 3       | 0       | 2            | 0            | 0            | 2            | 1            | 6            | 3      | 1      | 0      | 2      | 4      | 6      | -2 |
| Totale       | -     | 20      | 11      | 4       | 5       | 28      | 17      | 21           | 4            | 7            | 10           | 33           | 48           | 41     | 15     | 11     | 15     | 61     | 65     | -4 |

### Andamento in campionato
| Giornata  | 1 | 2 | 3 | 4  | 5 | 6  | 7  | 8  | 9 | 10 | 11 | 12 | 13 | 14 | 15 | 16 | 17 | 18 | 19 | 20 | 21 | 22 | 23 | 24 | 25 | 26 | 27 | 28 | 29 | 30 | 31 | 32 | 33 | 34 | 35 | 36 | 37 | 38 |
| --------- | - | - | - | -- | - | -- | -- | -- | - | -- | -- | -- | -- | -- | -- | -- | -- | -- | -- | -- | -- | -- | -- | -- | -- | -- | -- | -- | -- | -- | -- | -- | -- | -- | -- | -- | -- | -- |
| Luogo     | C | T | C | T  | C | T  | C  | T  | C | T  | C  | T  | C  | C  | T  | T  | C  | T  | C  | T  | C  | T  | C  | T  | C  | T  | C  | T  | C  | T  | C  | T  | T  | C  | C  | T  | C  | T  |
| Risultato | V | N | N | P  | V | P  | P  | N  | V | P  | V  | P  | V  | N  | V  | N  | V  | N  | N  | P  | V  | N  | P  | V  | V  | V  | V  | V  | P  | P  | V  | N  | P  | N  | P  | N  | P  | P  |
| Posizione | 2 | 5 | 8 | 10 | 7 | 10 | 10 | 10 | 9 | 10 | 10 | 10 | 8  | 9  | 9  | 8  | 6  | 6  | 7  | 9  | 7  | 7  | 8  | 7  | 6  | 6  | 5  | 5  | 5  | 6  | 6  | 6  | 6  | 6  | 6  | 6  | 6  | 6  |

Fonte:  Serie B - Classifiche , su calciometro.it.
Legenda:

Luogo: C = Casa; T = Trasferta. Risultato: R = Rinviata; V = Vittoria; N = Pareggio; P = Sconfitta.

### Statistiche dei giocatori[12]
Sono in corsivo i calciatori che hanno lasciato la società a stagione in corso.
| Giocatore     | Serie B  | Serie B | Serie B     | Serie B    | Coppa Italia | Coppa Italia | Coppa Italia | Coppa Italia | Totale   | Totale | Totale      | Totale     |
| Giocatore     | Presenze | Reti    | Ammonizioni | Espulsioni | Presenze     | Reti         | Ammonizioni  | Espulsioni   | Presenze | Reti   | Ammonizioni | Espulsioni |
| ------------- | -------- | ------- | ----------- | ---------- | ------------ | ------------ | ------------ | ------------ | -------- | ------ | ----------- | ---------- |
| A. Arcadio    | 25       | 5       | 0           | 0          | 2            | 0            | ?            | ?            | 27       | 5      | 0+          | 0+         |
| Babú          | 6        | 1       | 0           | 0          | 0            | 0            | -            | -            | 6        | 1      | 0           | 0          |
| D. Bellotto   | 25       | 7       | 0           | 0          | 3            | 0            | 0            | 0            | 28       | 7      | 0           | 0          |
| D. Botticella | 12       | -19     | 0           | 0          | 0            | -0           | 0            | 0            | 12       | -19    | 0           | 0          |
| A. Cammarota  | 2        | 0       | 0           | 0          | 0            | 0            | 0            | 0            | 2        | 0      | 0           | 0          |
| A. Camorani   | 31       | 1       | 0           | 0          | 1            | 0            | 0            | 0            | 32       | 1      | 0           | 0          |
| N. Campedelli | 35       | 2       | 0           | 0          | 2            | 1            | 0            | 0            | 37       | 3      | 0           | 0          |
| M. Capezzuto  | 1        | 0       | 0           | 0          | 1            | 0            | 0            | 0            | 2        | 0      | 0           | 0          |
| R. Cardinale  | 18       | 0       | 0           | 0          | 0            | 0            | 0            | 0            | 18       | 0      | 0           | 0          |
| C. Cherubini  | 15       | 0       | 0           | 0          | 0            | 0            | 0            | 0            | 15       | 0      | 0           | 0          |
| R. Corallo    | 0        | 0       | 0           | 0          | 0            | 0            | 0            | 0            | 0        | 0      | 0           | 0          |
| R. Coscia     | 0        | -0      | 0           | 0          | 0            | -0           | 0            | 0            | 0        | -0     | 0           | 0          |
| D. D'Antoni   | 25       | 0       | 0           | 0          | 2            | 0            | 0            | 0            | 27       | 0      | 0           | 0          |
| A. Del Grosso | 31       | 1       | 0           | 0          | 2            | 0            | 0            | 0            | 33       | 1      | 0           | 0          |
| G. Di Deo     | 4        | 0       | 0           | 0          | 1            | 0            | 0            | 0            | 5        | 0      | 0           | 0          |
| G. Di Vicino  | 28       | 3       | 0           | 0          | 2            | 0            | 0            | 0            | 30       | 3      | 0           | 0          |
| L. Fusco      | 31       | 0       | 0           | 0          | 2            | 0            | 0            | 0            | 33       | 0      | 0           | 0          |
| S. Gioacchini | 22       | 2       | 0           | 0          | 1            | 0            | 0            | 0            | 23       | 2      | 0           | 0          |
| L. Lázzaro    | 19       | 3       | 0           | 0          | 1            | 0            | 0            | 0            | 20       | 3      | 0           | 0          |
| A. Luciani    | 3        | 0       | 0           | 0          | 2            | 0            | 0            | 0            | 5        | 0      | 0           | 0          |
| G. Mascara    | 1        | 1       | 0           | 0          | 2            | 1            | 0            | 0            | 3        | 2      | 0           | 0          |
| S. Olivi      | 14       | 1       | 0           | 0          | 2            | 1            | 0            | 0            | 16       | 2      | 0           | 0          |
| L. Pierotti   | 12       | 0       | 0           | 0          | 0            | 0            | 0            | 0            | 12       | 0      | 0           | 0          |
| G. Pisani     | 1        | 0       | 0           | 0          | 0            | 0            | 0            | 0            | 1        | 0      | 0           | 0          |
| S. Soviero    | 29       | -40     | 0           | 0          | 3            | -6           | 0            | 0            | 32       | -46    | 0           | 0          |
| A. Speranza   | 11       | 0       | 0           | 0          | 3            | 0            | 0            | 0            | 14       | 0      | 0           | 0          |
| J. Tamburini  | 31       | 0       | 0           | 0          | 3            | 0            | 0            | 0            | 34       | 0      | 0           | 0          |
| G. Tedesco    | 33       | 8       | 0           | 0          | 1            | 0            | 0            | 0            | 34       | 8      | 0           | 0          |
| F. Vignaroli  | 36       | 20      | 0           | 0          | 3            | 1            | 0            | 0            | 39       | 21     | 0           | 0          |
| M. Zoro       | 25       | 0       | 0           | 0          | 1            | 0            | 0            | 0            | 26       | 0      | 0           | 0          |

## Giovanili

### Organigramma
Fonte
- Responsabile Settore Giovanile: Enrico Coscia
- Responsabile Settore Giovanile: Vincenzo D'Ambrosio
- Allenatore Primavera: Nicola Provenza

### Piazzamenti
- Primavera:
  - Campionato: 4º posto, ottavi di finale
  - Coppa Italia: ?
  - Torneo di Viareggio: Ottavi di finale